# Bob Holman

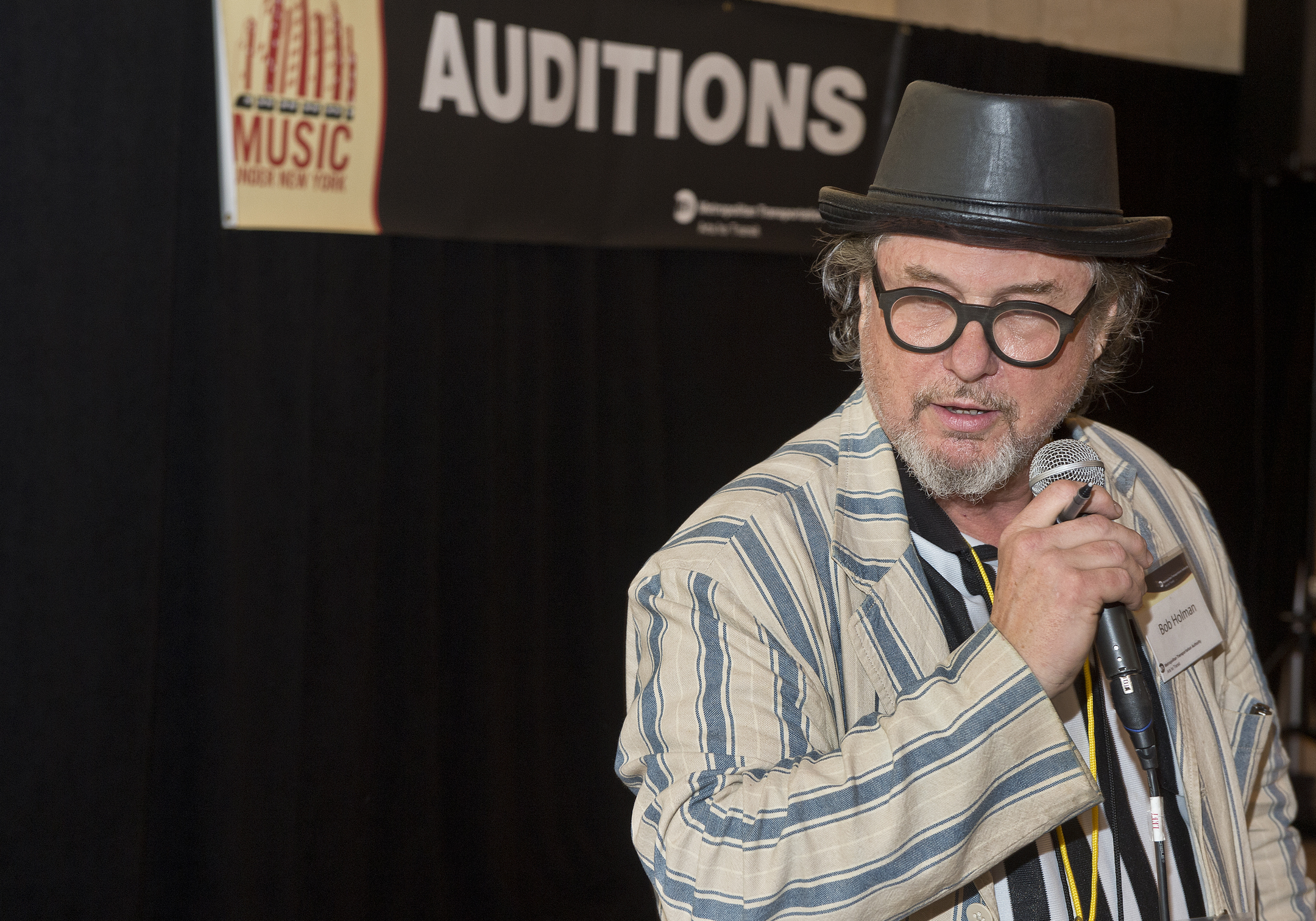
Bob Holman als MC 2012 im Grand Central Terminal

Bob Holman (* 10. März 1948 in La Follette, Tennessee) ist ein US-amerikanischer Dichter und Poesie-Aktivist.
Seine genreübergreifenden Arbeiten und Literatur-Initiativen hatten großen Einfluss auf die Spoken Word Poetry, den Poetry Slam, die Poetry-Videokunst und die Poetry Club-Kultur weltweit.

## Leben
Bob Holman graduierte 1970 an der Columbia University in New York City und arbeitete zunächst als Mitherausgeber des NYC Poetry Calendar, einer kostenlosen monatlichen Publikation über Lesungstermine, Literaturveranstaltungen und Dichter. In den Jahren 1977–1984 koordinierte und kuratierte Holman verschiedene Literatur-Programmreihen des St. Mark's Poetry Project. Er war maßgeblich an der Wiedereröffnung des Nuyorican Poets Cafe im Jahr 1987 beteiligt, und führte dort von 1988 bis 1996 das aus Chicago stammende Format der Poetry Slams zu überregionaler und internationaler Beachtung. Im Jahre 1995 war er einer der Gründer des bis 1998 existierenden Spoken Word Labels Mouth Almighty, das mit einem Dichter-Team den Wettbewerb des U.S.National Poetry Slam im Jahre 1997 gewann. Im Jahr 2002 gründete Bob Holman den Bowery Poetry Club und richtet seither als dessen Inhaber und Veranstalter unter anderem eine wöchentliche Poetry Slam-Reihe namens NYC-Urbana aus.
In einem Interview im Jahre 2005 sagte Holman zu seiner Arbeit als Literatur-Aktivist:

„… If you have a poetry club, you have to have a slam! It's that simple. You have to have an open mike. You have to have a slam. You have to have readings in languages other than English. You have to have poetry with music, and you have to have poetry with dance. You have to have poetry with film. You have to have hip-hop. These days… what you have to have, what is essential to the wellbeing of any poetry club, is to have a slam“

„… Wenn du eine Poetry Club hast, musst du Slams veranstalten! So einfach ist das. Einen Open Mike musst du haben. Einen Slam musst du haben. Es muss Lesungen in anderen Sprachen als Englisch geben. Du brauchst Lyrik mit Musik und Lyrik mit Tanz. Es muss Poesie mit Film geben und es braucht Hip-Hop. Heutzutage … was man ganz wesentlich für das Gedeihen eines jeden Poetry Clubs braucht, ist der Slam.“

Er nahm verschiedene Lehraufträge und Gastprofessuren wahr. Von 1998 bis 2002 war er Visiting Professor für Writing and Integrated Arts am Bard College. Seit 2003 unterrichtet er an der Columbia University, School of the Arts, den Graduierten-Kurs Exploding Text: Poetry Performance. Zusammen mit Margery Snyder betreut Holman die Poetry-Sektion des Portals About.com.

## Veröffentlichungen
Seine Tätigkeit als Autor, Veranstalter, Herausgeber, Kurator und Produzent summierte sich zu einem Gesamtwerk von derzeit sieben eigenen Büchern, zwei herausgegebenen Anthologien, einigen CDs und mehreren Dutzend produzierten Poetry Video-Clips. Ein Meilenstein war die zusammen mit Miguel Algarin herausgegebene Anthologie Aloud! Voices from the Nuyorican Poets Café, die den American Book Award gewann. Holman’s jüngste Gedichtsammlung „A Couple of Ways of Doing Something“, wurde erstmals im Peggy Guggenheim Museum ausgestellt und kam 2006 bei Aperture zur Veröffentlichung.

## Filmisches Werk
Von 1986 bis 1994 produzierte Bob Holman eine Serie von über 50 Poetry Spots für den Sender WNYC-TV, die während dieser Zeit mit insgesamt drei Emmys ausgezeichnet wurde.
Parallel dazu produzierte er mit Mark Pellington und Josh Blum für den Sender PBC die Poetry Video-Sammlung United States of Poetry. Außerdem produzierte er zusammen mit Bill Adler die Literatur-Serie rAP mEETS pOETRY, die wiederum zu einer Ausstrahlungsreihe auf MTV führte, zunächst als vereinzelte Spots zwischen Musik-Clips, dann in einer eigenen Serie Spoken Word Unplugged. Er war zwei Mal Featured Artist beim Chicago Poetry Video Festival. In den Jahren 2002 und 2008 wurde er mit seinen filmischen Arbeiten jeweils zum Internationalen Zebra Poetry Film Festival in Berlin eingeladen.

## Preise und Auszeichnungen
Er erhielt dreimal die NY Foundation for the Arts Fellowships in Poetry sowie Stipendien des NEA, New York State Council on the Arts und der Lannan Foundation. 2004 wurde er als Dichter in der Sendereihe Def Poetry Jam auf HBO präsentiert. 2003 erhielt er den Barnes and Noble Writers for Writers Award.
Bereits seit 1992 wurde Bob Holman mehrfach zu Literaturfestivals in der ganzen Welt sowie zu Auftritten in Literaturhäuser in Deutschland eingeladen. Im Jahre 2002 präsentierte er ein International Poets Cabaret auf der Frankfurter Buchmesse.

## Bibliographie
- The Awesome Whatever, produziert und mit Musik von Vito Ricci, Bowery Records 2007
- A Couple of Ways of Doing Something, Aperture, 2006
- Beach Simplifies Horizon, 1998, The Grenfell Press 1998
- In With the Out Crowd Almighty/Mercury 1996
- Aloud! Voices from the Nuyorican Poets Cafe, herausgegeben mit Miguel Algarin, Henry Holt Publishers 1996
- Bob Holman’s The Collect Call of the Wild Henry Holt Publishers 1995
- ”Panic*DJ!” Bob Holman Live at the Club LaMama 1990
- Cupid's Cashbox, Jordan Davies 1990
- SWEAT&SEX&POLITICS!, Peeka Boo Press 1986
- 8 Chinese Poems, Peeka Boo Press 1981
- Tear To Open, Power Mad Press 1979
- The Rainbow Raises Its Shoulder/When A Flower Grows, Chinatown Planning Council 1979
- Bicentennial Suicide: a novel to be performed, Frontward Books 1976

## Filmographie
- Slam, 1999
- SlamNation, 1998
- The United States of Poetry, PBS, zusammen mit Regisseur Mark Pellington und Producer Josh Blum, ab 1991